# Mỹ Đức, Đạ Huoai
Mỹ Đức là một xã thuộc huyện Đạ Huoai, tỉnh Lâm Đồng, Việt Nam.

## Địa lý
Xã Mỹ Đức có vị trí địa lý:
- Phía đông giáp xã Quảng Trị
- Phía tây giáp xã Quốc Oai
- Phía nam giáp thị trấn Đạ Tẻh
- Phía bắc giáp huyện Bảo Lâm.

Xã Mỹ Đức có diện tích 108,49 km², dân số năm 2022 là 7.499 người, mật độ dân số đạt 69 người/km².

## Hành chính
Xã Mỹ Đức được chia thành 11 thôn: 1, 2, 3, 4, 5, 6, 7, 8, Hòa Bình, Phú Hòa, Yên Hòa.

## Lịch sử
Địa bàn xã Mỹ Đức trước đây là một phần xã Đạ Tẻh thuộc huyện Đạ Huoai.
Ngày 6 tháng 3 năm 1984, Hội đồng Bộ trưởng ban hành Quyết định số 38-HĐBT về việc thành lập xã Hà Đông trên cơ sở một phần của xã Đạ Tẻh.
Ngày 6 tháng 6 năm 1986, Hội đồng Bộ trưởng ban hành Quyết định số 67-HĐBT về việc:
- Thành lập xã Mỹ Đức trên cơ sở 7.500 hécta đất và 3.252 nhân khẩu của xã Hà Đông.
- Thành lập xã Quốc Oai trên cơ sở 9.000 hécta đất và 2.302 nhân khẩu của xã Hà Đông.

Sau khi điều chỉnh địa giới hành chính, xã Hà Đông có 700 hécta đất và 2.080 nhân khẩu.
Ngày 6 tháng 6 năm 1986, Hội đồng Bộ trưởng ban hành Quyết định số 68-HĐBT về việc chuyển xã Hà Đông và xã Mỹ Đức thuộc huyện Đạ Huoai về huyện Đạ Tẻh mới thành lập quản lý.
Trước khi sáp nhập, xã Mỹ Đức có diện tích 104,10 km², dân số là 3.992 người, mật độ dân số đạt 38 người/km². Xã Hà Đông có diện tích 4,41 km², dân số là 1.736 người, mật độ dân số đạt 394 người/km².
Ngày 17 tháng 12 năm 2019, Ủy ban Thường vụ Quốc hội ban hành Nghị quyết số 833/NQ-UBTVQH14 về việc sắp xếp các đơn vị hành chính cấp xã thuộc tỉnh Lâm Đồng (nghị quyết có hiệu lực từ ngày 1 tháng 1 năm 2020). Theo đó, sáp nhập toàn bộ diện tích và dân số của xã Hà Đông vào xã Mỹ Đức.
Sau khi sáp nhập, xã Mỹ Đức có 108,51 km² diện tích tự nhiên và quy mô dân số 5.728 người.
Ngày 21 tháng 1 năm 2020, HĐND tỉnh Lâm Đồng ban hành Nghị quyết số 166/NQ-HĐND về việc:
- Thành lập thôn Phú Hòa trên cơ sở Thôn 1 và Thôn 2.
- Thành lập thôn Yên Hòa trên cơ sở Thôn 3 và Thôn 4.
- Đổi tên Thôn 5 thành thôn Hòa Bình.

Ngày 24 tháng 10 năm 2024, Ủy ban Thường vụ Quốc hội ban hành Nghị quyết số 1245/NQ-UBTVQH15 về việc sắp xếp đơn vị hành chính cấp huyện, cấp xã của tỉnh Lâm Đồng giai đoạn 2023 – 2025 (nghị quyết có hiệu lực từ ngày 1 tháng 12 năm 2024). Theo đó, sáp nhập xã Mỹ Đức thuộc huyện Đạ Tẻh vào huyện Đạ Hoai.